# 말등록
말등록은 말의 선후대 정보와 이용과정에서 발생한 사실을 등록기관을 통해 기록과관리하는 것을 말한다.
대한민국에서 말(제주마 제외)은 한국마사회가 말 등록기관 및 말 종축등록기관으로 지정되어 있다.

## 말등록 목적
말을 등록하는 목적은 대한민국의 말 생산, 사육, 조련, 유통 및 이용현황을 파악하기 위함과 대한민국에서 생산되고 활용되는 말의 혈통과 개체의 확인을 명확히 하고 말의 개량증식을 위해서이다.

## 말등록 종류
대한민국의 말등록은 경마시행을 위한 품종인, ‘더러브렛’이라는 품종에 대한 등록이 그 시작점이 된다. ‘더러브렛’ 등록은 경마자원인 더러브렛을 국제적인 규정에 따른 ‘더러브렛종 등록규정’에 따라 등록하는 것을 말한다.
2009년부터는 경주용이 아닌 승마용 등의 다른 용도로 활용되는 말을 ‘말 자원’으로 간주하여 더러브렛과는 별도로, 더러브렛 이외의 모든 품종에 대한 말에 대해 별도의 ‘말등록규정’을 제정하여 등록이 이루어지고 있다.
대한민국에서는 「말(더러브렛종) 등록규정」 또는「말 등록규정」중에 본인의 말이 해당하는 등록을 신청하여 말을 등록할 수 있다.
하지만, 경주용말(제주경마 제외)로 활용하기 위해서는 반드시 더러브렛종이어야 하고, 더러브렛종 등록규정의 조건에 부합해야 한다.

## 더러브렛종의 등록종류
- 혈통등록 : 해당 말을 생산하게 한 교배까지 포함하여, 더러브렛과 연속 8대에 걸친 교배에 의해 생산된 말
- 번식등록  : 더러브렛 혈통등록이 된 36개월령 이상으로 마명을 가진 말
- 경주마등록 : 마주가 소유한 20개월령 이상의 마명을 가진 더러브렛종

## 더러브렛종 이외의 말 등록종류
- 기초등록 : 3대까지의 혈통을 알 수 없거나 일부만 인정되어 혈통등록을 할 수 없는 말
- 혈통등록 : 3대 이상의 선조 혈통이 인정되는 말
- 번식등록 : 혈통등록이 된 36개월령 이상의 말

## 말등록 연혁
- 1992년 4월 30일 : 말등록전담기관으로 한국마사회 지정(농림부 고시 제1992-22호)
- 1993년 4월 8일 :「말(더러브렛종) 등록규정」 제정
- 1993년 5월 1일 :「말(더러브렛종) 등록규정」 시행
- 1994년 : 더러브렛종 혈통서 창간 및 국제공인을 위한 국제화 추진 5개년 계획 수립
- 1995년 10월 : '경마 및 생산에 관한 국제협약(IABRW)' 더러브렛 등록 및 개체 식별 관련 5개 조항 가입 2019년 기준, IABRW의 말등록관련 10개 조항에 가입되어 있음
- 1998년 10월 18일  : 한국혈통서 국제공
- 2001년 3월 : 말 혈통정보(studbook.kra.co.kr) 홈페이지 개설 (더러브렛종 등록정보)
- 2009년 7월 9일 : 승마용말 등록규정 제정 및 시행
- 2001년 9월 : 말 정보(allhorse.kra.co.kr) 홈페이지 개설 (한국마사회에 등록된 모든 말정보)
- 2011년 1월 1일 : 「승마용말 등록규정」을 「말 등록규정」으로 규정 명칭 변경

## 말등록 근거
- 축산법(제6조) 및 시행규칙 제9조
- 말산업육성법(제7조) 및 시행규칙
- 한국마사회 말등록 규정
- 한국마사회 더러브렛(종) 등록규정

## 말등록 절차
1. 신청 : 말 소유자가 말 등록신청서를 작성하여 말등록원으로 제출(온라인, 우편, 방문, 팩스 등), 수수료 납부 ※ 등록신청서 서식과 수수료는 등록종류에 따라 상이함
2. 현장심사 : 말이 있는 곳으로 등록심사원이 방문하여 신청마를 확인(성별, 모색, 특징검사 후 개체식별서 작성, 마이크로칩 주입), 유전자감정을 위한 시료(모근) 채취 (필요시)
3. 서류심사 : 등록신청서, 수수료, 개체식별서 등의 확인
4. 등록확정 : 말 등록사항을 말산업종합정보시스템(일명 호스피아)에 공시

## 말의 개체식별

### 정의
말 개체식별이라 함은 말의 모색, 특징검사, 유전자감정 등에 의하여 그 말을 명확히 인지 확인하는 것을 말한다.

### 방법
- 육안검사(외양검사) : 털색, 가마, 흰점 등 고유의 특징을 확인하는 것으로 가장 널리 통용되는 방법
- 이화학 검사(유전자감정) : 모근을 채취하여 유전자형을 분석하는 방법